# Canton de Sousceyrac
Le canton de Sousceyrac est une ancienne division administrative française située dans le département du Lot.

## Géographie
Ce canton était organisé autour de Sousceyrac dans l'arrondissement de Figeac. Son altitude variait de 171 m (Comiac) à 745 m (Sousceyrac) pour une altitude moyenne de 554 m.

## Histoire
Le Canton de Sousceyrac a été créé en 1949 (décret du 5 septembre 1949).

## Administration
| Période         | Période      | Identité            | Étiquette     | Qualité |
| --------------- | ------------ | ------------------- | ------------- | --- |
| 6 novembre 1949 | 1973         | Gaston Monnerville  | Rad. puis MRG | Président du Sénat (1947-1968) Sénateur du Lot (1948-1974) Ancien Ministre (1937-1938) Président du Conseil Général (1951-1970) |
| 1973            | 1977 (décès) | Roger Bastit        | MRG           | Commerçant - Maire de Comiac |
| 1977            | 1985         | René Couderc        | PS            | Retraité EDF - Maire de Comiac                                                                                                  |
| 1985            | 1998         | Jacques Dumas       | RPR           | Médecin à Sousceyrac |
| 1998            | 2004         | Maurice Blazi       | PRG           | Retraité de la MSA Maire de Sousceyrac                                                                                          |
| 2004            | 2015         | Jean-Pierre Boucard | PS            | Retraité CIT-Alcatel Adjoint au Maire de Sousceyrac                                                                             |

## Composition
Le canton de Sousceyrac groupait cinq communes et comptait 1 641 habitants (recensement de 1999 sans doubles comptes).
| Communes       | Population (2012) | Code postal | Code Insee |
| -------------- | ----------------- | ----------- | ---------- |
| Calviac        | 202               | 46190       | 46048      |
| Comiac         | 252               | 46190       | 46071      |
| Lacam-d'Ourcet | 116               | 46190       | 46141      |
| Lamativie      | 83                | 46190       | 46150      |
| Sousceyrac     | 988               | 46190       | 46311      |

## Démographie
| 1962  | 1968  | 1975  | 1982  | 1990  | 1999  | 2006  | 2011  | 2012  |
| ----- | ----- | ----- | ----- | ----- | ----- | ----- | ----- | ----- |
| 2 495 | 2 421 | 2 014 | 1 895 | 1 785 | 1 641 | 1 529 | 1 469 | 1 437 |